# Palais Blankenstein
Das Palais Blankenstein befindet sich im 1. Wiener Gemeindebezirk Innere Stadt am Kohlmarkt 14.

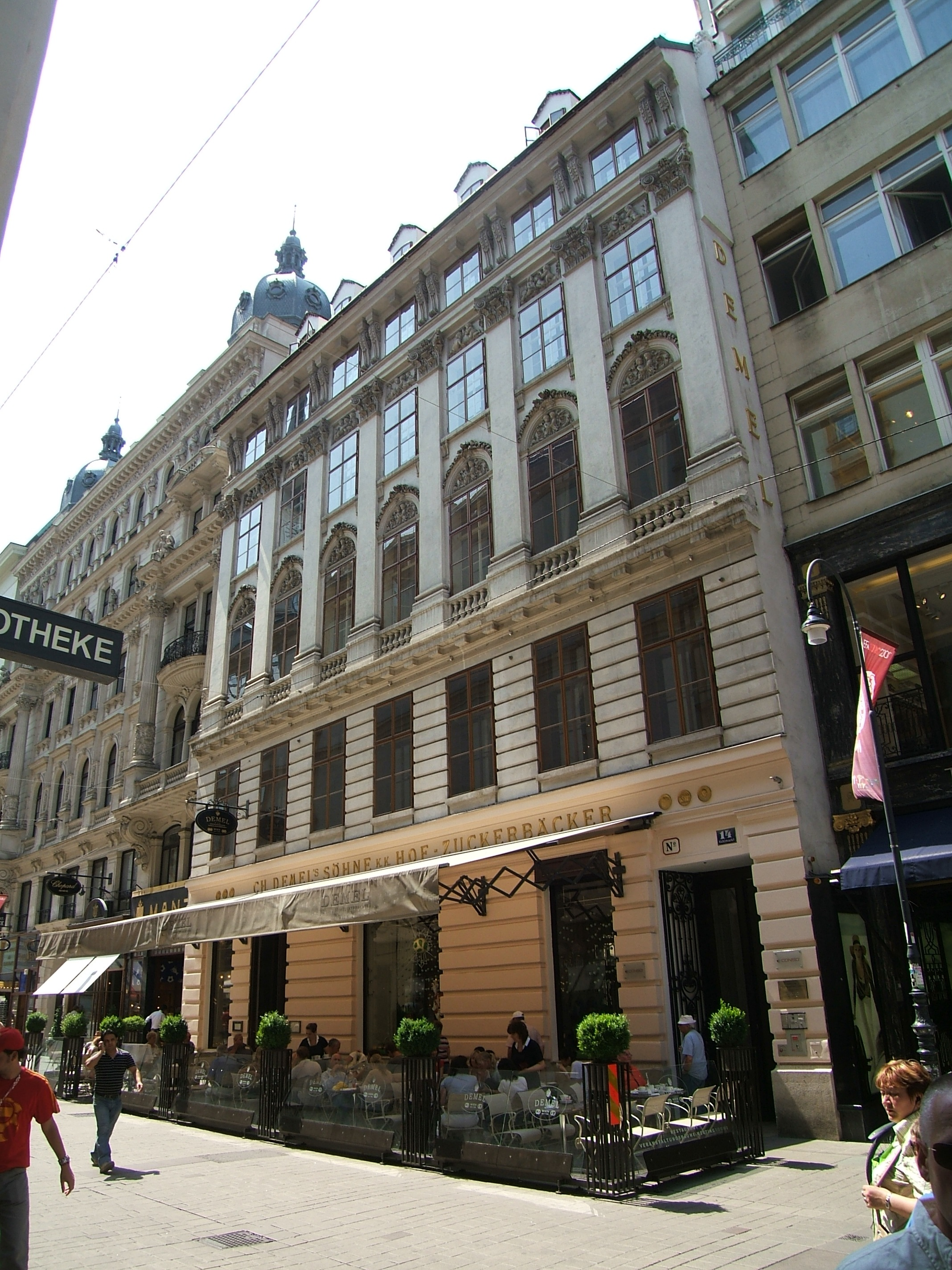
Palais Blankenstein

## Geschichte
Ein bestehender Bau mit mittelalterlichen und barocken Strukturen wurde 1791/92 aufgestockt und die Fassade frühklassizistisch gestaltet. In den Jahren 1887 bis 89 wurde der Bau erneut adaptiert und 1995 restauriert. Seit 1887 beherbergt das Wohnpalais die k. k. Hofzuckerbäckerei Demel.

## Beschreibung
Über einem hohen, zweigeschoßigen Sockel erhebt sich eine frühklassizistische Oberzone. Markant ist die vertikale Betonung durch Pilaster mit korinthischen Kapitellen, die über zwei Stockwerke reichen. Besonders schön ausgeformt sind die Fenster im zweiten Stock mit Putten und Pflanzenmotiven als Lünettendekor und Scheinbalustraden in den Parapeten. Das Puttenmotiv wiederholt sich an den Fenstern des darüber liegenden Stockwerkes, hier jedoch in Rechteckform. Im Attikageschoß ruht ein schweres Konsolengesims auf Volutenkonsolen zwischen rechteckigen Fenstern. 